# Westerwald (massís)

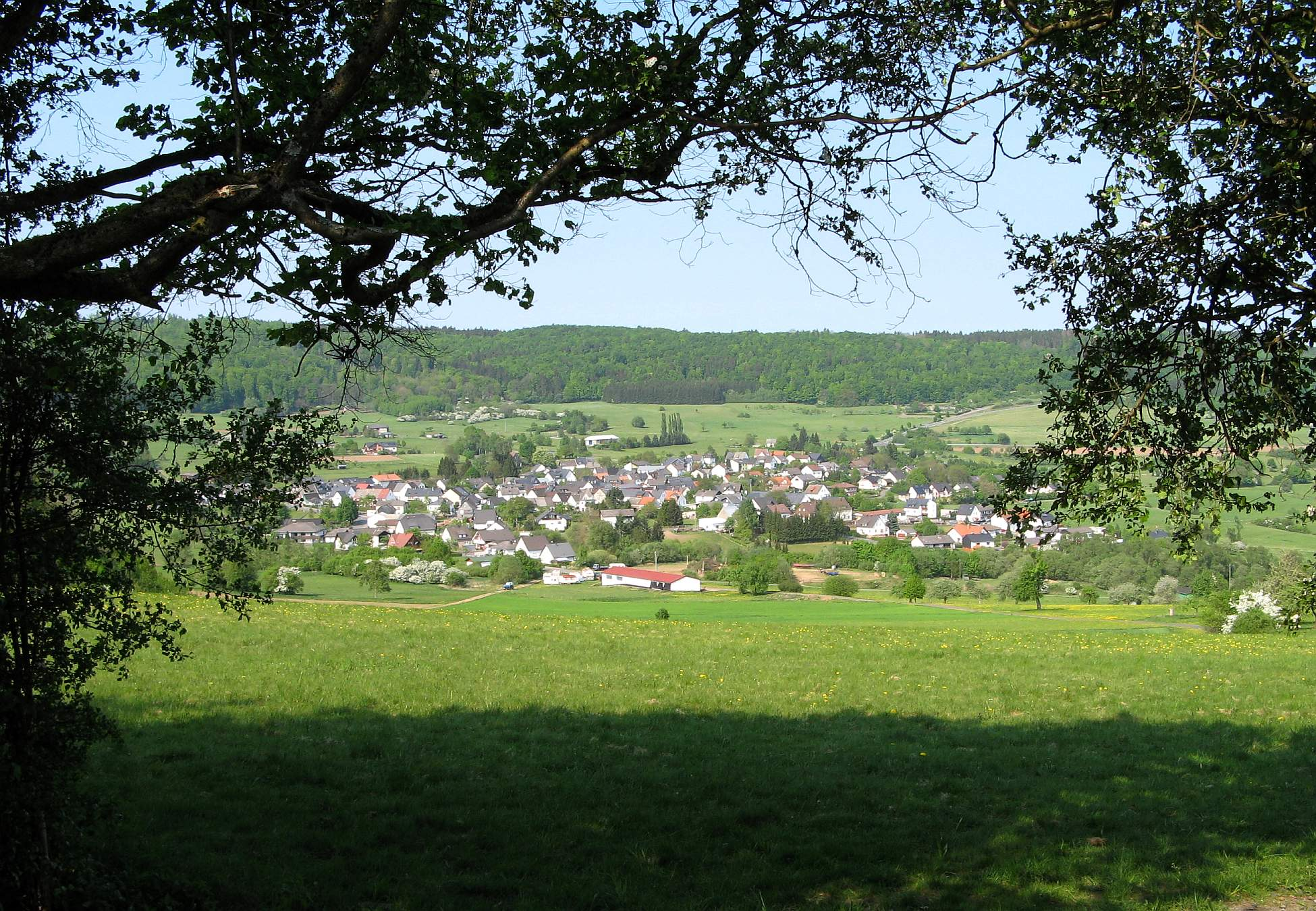
Westerwald prop d'Aborn